# Battaglia dei cassoni dei carri
La battaglia dei cassoni dei carri (Wagon Box Fight) si svolse il 2 agosto 1867, nell’ambito di quella che gli storici chiamano la guerra di Nuvola Rossa (1866-1868) combattuta per il controllo del territorio del Powder River. Un gruppo di 32 uomini, tra militari e civili, venne attaccato nei pressi di Fort Phil Kearny, in quello che allora era il Territorio del Wyoming, da diverse centinaia di guerrieri Oglala Lakota. Sebbene in inferiorità numerica, i soldati che erano dotati di nuovi fucili a retrocarica riuscirono a resistere all’attacco degli indiani fino all'arrivo dei rinforzi dal forte. Dopo la battaglia di Fetterman, fu questo il secondo ed ultimo scontro di grande rilievo nella guerra combattuta dagli Oglala per difendere il loro territorio dalla penetrazione dei bianchi.

## Antefatto
Verso la fine di luglio 1867, al termine della loro annuale Danza del Sole (Sun Dance) sul Tongue River e sul Rosebud Creek, nella regione del fiume Powder, gli Oglala di Nuvola Rossa si unirono ai loro alleati Cheyenne del Nord e Arapaho nella vallata del fiume Little Bighorn. Dopo il successo ottenuto nella battaglia di Fetterman, Nuvola Rossa e i capi delle tribù amiche cominciarono a pianificare un nuovo attacco contro i soldati. Incapaci di condividere un obiettivo comune da attaccare, le bande si divisero in due grandi gruppi con diverse centinaia di Cheyenne ed Arapaho, a cui si era aggiunto un piccolo gruppo di Sioux, che si mossero verso nord-ovest per raggiungere Fort C. F. Smith, mentre un migliaio di guerrieri Oglala Lakota sotto il comando di Nuvola Rossa puntarono a sud su Fort Phil Kearny. I Cheyenne e i loro alleati raggiunsero prima il loro obiettivo a Fort C.F. Smith.

## Battaglia di Hayfield
Il 1º agosto, a tre miglia da Fort C.F. Smith, circa seicento indiani attaccarono un gruppo di raccoglitori di fieno (trentuno uomini in tutto tra soldati e civili) che erano usciti dal forte per approvvigionarsi di foraggio. Quando iniziò lo scontro, noto come battaglia del campo da falciare (Hayfield Fight), i soldati trovarono riparo dietro una bassa barriera di legno e, grazie alle nuove carabine a ripetizione di cui erano dotati, riuscirono a tenere a bada gli indiani per più di sei ore. Il fuoco delle carabine era così intenso che solo un guerriero fu in grado di penetrare in quella improvvisata fortificazione, ma venne subito ucciso. Alla fine, visti vani i loro tentativi, gli indiani appiccarono il fuoco all'erba secca che circondava il recinto e, protetti dalla fiamme a dal fumo, recuperarono i corpi dei caduti e si ritirarono. Sebbene l'esercito stimasse che fossero rimasti sul campo da 18 a 23 guerrieri, gli indiani invece ammisero che le loro perdite erano state solo di 8 uccisi oltre a diversi feriti.

## Battaglia dei cassoni dei carri
A sud, intanto, gli Oglala di Nuvola Rossa avevano deciso di ripetere l’espediente che aveva funzionato così bene contro il contingente di Fetterman l’anno prima. Era il 2 agosto e a Cavallo Pazzo e a Gobba venne affidato il solito compito di attaccare, con un gruppo di uomini-esca, i taglialegna che erano usciti da Fort Phil Kearny per poi attirare i soldati in un’imboscata. Sparsi nella valle, nascosti dietro le colline c’erano un migliaio di guerrieri in attesa che il piano funzionasse.

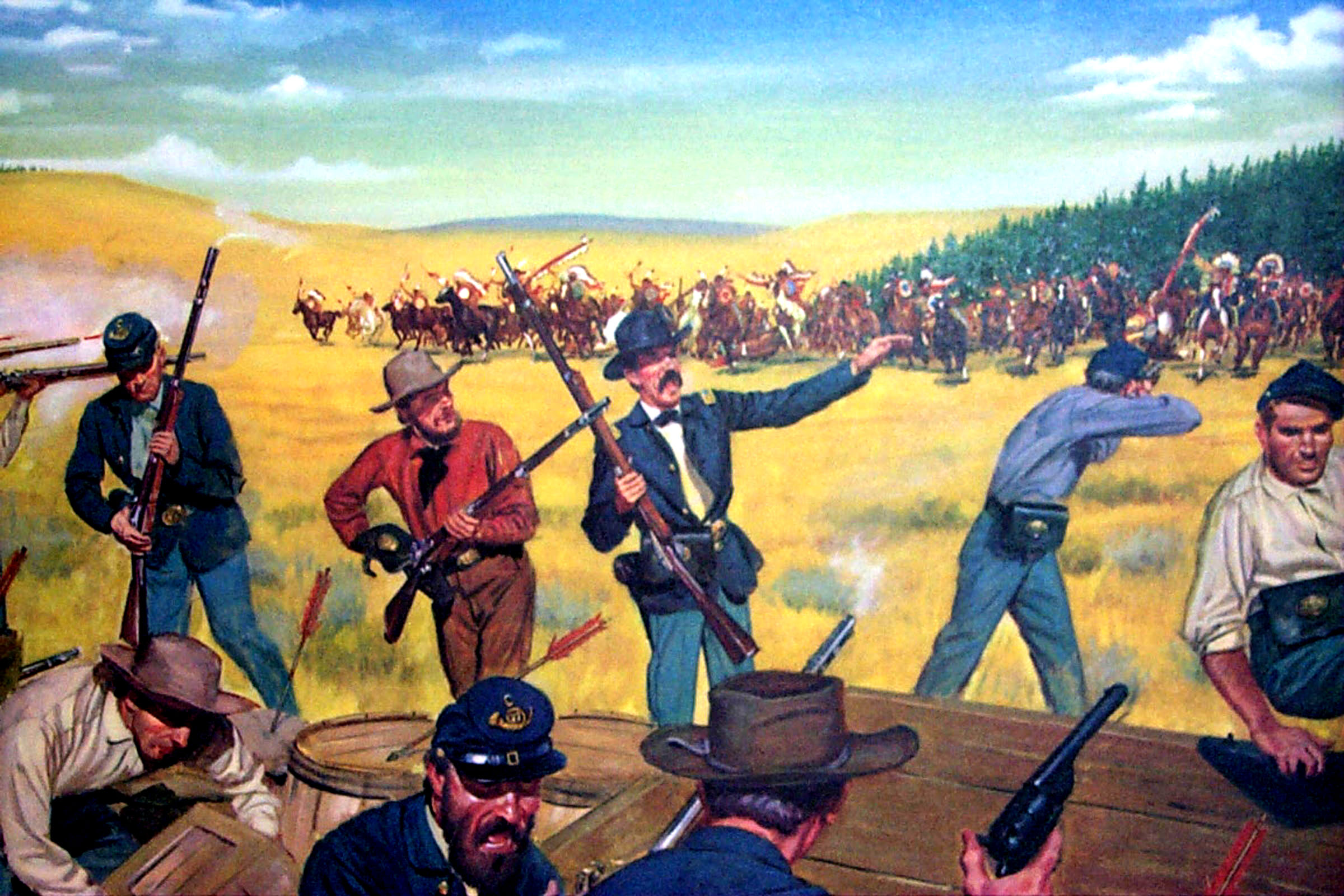
Illustrazione della Wagon Box Fight combattuta nei pressi di Fort Phil Kearny (2 agosto 1867).

Da quando Fort Phil Kearny era stato costruito un anno prima, tagliatori di fieno e boscaioli erano stati il bersaglio preferito dei guerrieri Oglala, Cheyenne ed Arapaho e, per questo motivo, uno dei compiti che abitualmente svolgevano i soldati era quello di scortare i civili che periodicamente uscivano dal forte per raccogliere legna in una pineta che si trovava a circa cinque miglia più ad ovest.
Il distaccamento di 51 soldati e 1 ufficiale della compagnia C del 27º Reggimento di fanteria, che era di scorta ai boscaioli, era comandato dal capitano James N. Powell il quale, prudentemente, a circa un miglio da dove stavano operando i taglialegna, aveva predisposto un corral formato da 14 cassoni dei carri Conestoga privati delle ruote e appoggiati a terra in modo da formare un ovale. All'interno di questo rudimentale fortino Powell aveva fatto sistemare alcune tende per gli uomini, casse con diverse migliaia di cartucce e le attrezzature necessarie per gli animali.
Quella mattina, una metà dei soldati era nel bosco con i taglialegna, l’altra metà era rimasta a presidiare il recinto. Il piano approntato dagli indiani con l'impiego degli uomini-esca di Cavallo Pazzo, però, fallì in quanto un centinaio di giovani guerrieri uscì prematuramente dai nascondigli per impadronirsi della mandria di cavalli e di muli che pascolava nei pressi del campo che i taglialegna avevano approntato nella pineta.

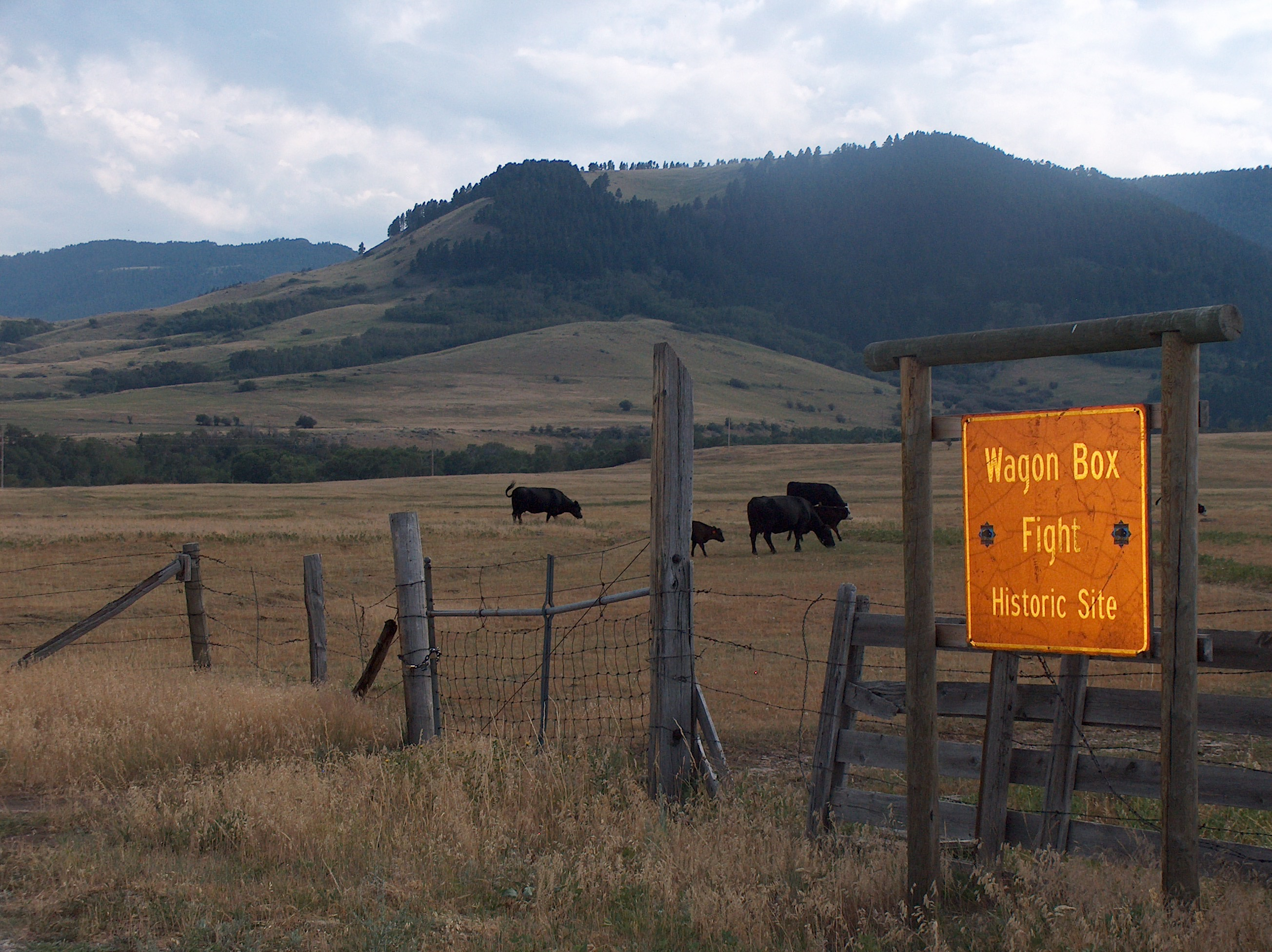
La targa che indica il sito dove si svolse la battaglia.

Quando i soldati che presidiavano il corral avvistarono gli indiani si rinchiusero precipitosamente in quell’improvvisato fortilizio che costituiva un solido riparo e dal quale aprirono il fuoco contro gli assalitori. I soldati di Powell e i quattro civili che erano con loro, erano dotati dei nuovi fucili a retrocarica Springfield 1866 Second Allin che erogavano un volume di fuoco notevolmente maggiore rispetto ai vecchi fucili ad avancarica. Questa reazione continua ed inattesa colse di sorpresa gli indiani e Cavallo Pazzo, dopo che alcuni pony erano stati colpiti, ordinò ai suoi di ritirarsi nel vallone. Gli Oglala uscirono poi in forze dal vallone e circa 500 guerrieri si lanciarono verso il corral in una formazione a V con Cavallo Pazzo e gli altri portatori di casacca al vertice della formazione mentre altre centinaia di indiani restavano ad osservare dalle colline circostanti. Lo svantaggio per gli indiani fu che essi ogni volta lanciarono i loro attacchi contro il recinto dei soldati da un solo lato. Di contro, questo fatto fu una fortuna per Powell che invece, grazie alla forma oblunga del corral, poté concentrare la risposta dei suoi uomini da quell’unico lato. Quei terribili momenti così vennero poi raccontati da uno dei soldati «Mi si gelava il sangue nel vedere centinaia e centinaia di indiani che salivano a frotte dal vallone a circa un’ottantina di metri a ovest del recinto …. Immediatamente aprimmo un fuoco micidiale contro di loro. Il nostro tiro era preciso, calcolato con freddezza e gli effetti furono notevoli. Tuttavia per un minuto ci sembrò che fosse scoccato l’attimo estremo della nostra esistenza».
Nel rapporto stilato alla fine della battaglia, Powell affermò che dalle nove del mattino fino a poco dopo mezzogiorno i 27 soldati ai suoi ordini e i quattro civili che erano asserragliati nel recinto dovettero subire e respingere ripetuti assalti degli indiani che tentarono sia con cariche a cavallo che a piedi di piegarne la resistenza. Gli uomini di Powell, invece, riuscirono a contenere l’enorme forza d’urto degli indiani fino all'arrivo di una colonna di soccorso.
A Fort Phil Kearny sentirono l’eco degli spari, ma memori di quanto accaduto agli uomini di Fetterman e temendo un'imboscata, furono riluttanti ad inviare subito rinforzi. Alla fine, il maggiore Benjamin Smith lasciò il forte con una colonna di soccorso di 102 uomini e un obice da montagna. Quando si fu sufficientemente avvicinato al campo di battaglia, Smith fece sparare alcuni colpi di obice che crearono lo scompiglio tra gli indiani che si ritirarono nel vallone per sfuggire a quel fuoco mortale. Protetti dalla colonna di soccorso, gli assediati poterono lasciare il corral e rientrare al forte, cosa che durante la notte fecero alla spicciolata anche tutti coloro che erano rimasti nascosti nei boschi durante lo svolgimento della battaglia.
Il bilancio di quello scontro combattuto contro forze soverchianti fu estremamente limitato per i soldati che ebbero solo tre uomini uccisi e due feriti nel corral, più altri tre morti nello scontro al campo dei boscaioli. Powell venne elogiato per la capacità dimostrata nel fronteggiare gli attacchi, ma con molta modestia egli attribuì quel successo al fuoco rapido dei fucili a retrocarica e alla freddezza dei suoi uomini che avevano difeso la posizione con efficacia, senza mai perdere la testa. Quante furono le vittime indiane non ci è dato conoscere con certezza. Nel suo rapporto Powell sovrastimò le perdite degli avversari indicandole tra 60 e 120 morti, ma il numero delle vittime effettive fu sicuramente molto più basso.
Da un esame comparato di queste due battaglie con la battaglia di Fetterman si possono evidenziare tre fattori fondamentali. Innanzitutto era aumentato il divario tra la forza offensiva/difensiva dei soldati e quella dei nativi, e ciò a vantaggio dei primi. In secondo luogo, l’apporto determinante fornito dal nuovo armamento in dotazione ai soldati, mentre gli indiani, che pure possedevano guerrieri più che sufficienti per sopraffare gli avversari, non erano in grado di farlo perché erano sempre armati di archi e frecce e disponevano di pochi ed antiquati fucili ad avancarica e di scarse munizioni. Infine, la conferma di un principio ben consolidato, indicato come basilare in tutti i manuali di strategia militare che afferma che una piccola forza ben armata collocata in una solida posizione difensiva beneficia di un grande vantaggio tattico su forze nemiche numericamente superiori.

## Conseguenze
La battaglia dei cassoni dei carri è stato l'ultimo scontro di rilievo che si ebbe durante la guerra di Nuvola Rossa. Nei mesi successivi e fino alla firma del nuovo trattato di Fort Laramie (1868) gli indiani si limitarono ad effettuare sporadici raid e azioni di disturbo condotte da piccoli gruppi di guerrieri lungo il Bozeman Trail, ma evitarono di impegnarsi in altri attacchi di massa contro l'esercito. A tal riguardo, lo storico Stephen Ambrose annota «Fu questo l'ultimo attacco comandato da Cavallo Pazzo contro i bianchi in posizione difensiva. Egli aveva imparato che gli indiani armati di arco e frecce non erano assolutamente in grado di spuntarla sui bianchi che fossero asserragliati dentro una fortificazione e dotati di fucili a retrocarica; e ciò indipendentemente da qualsiasi superiorità numerica da parte indiana».

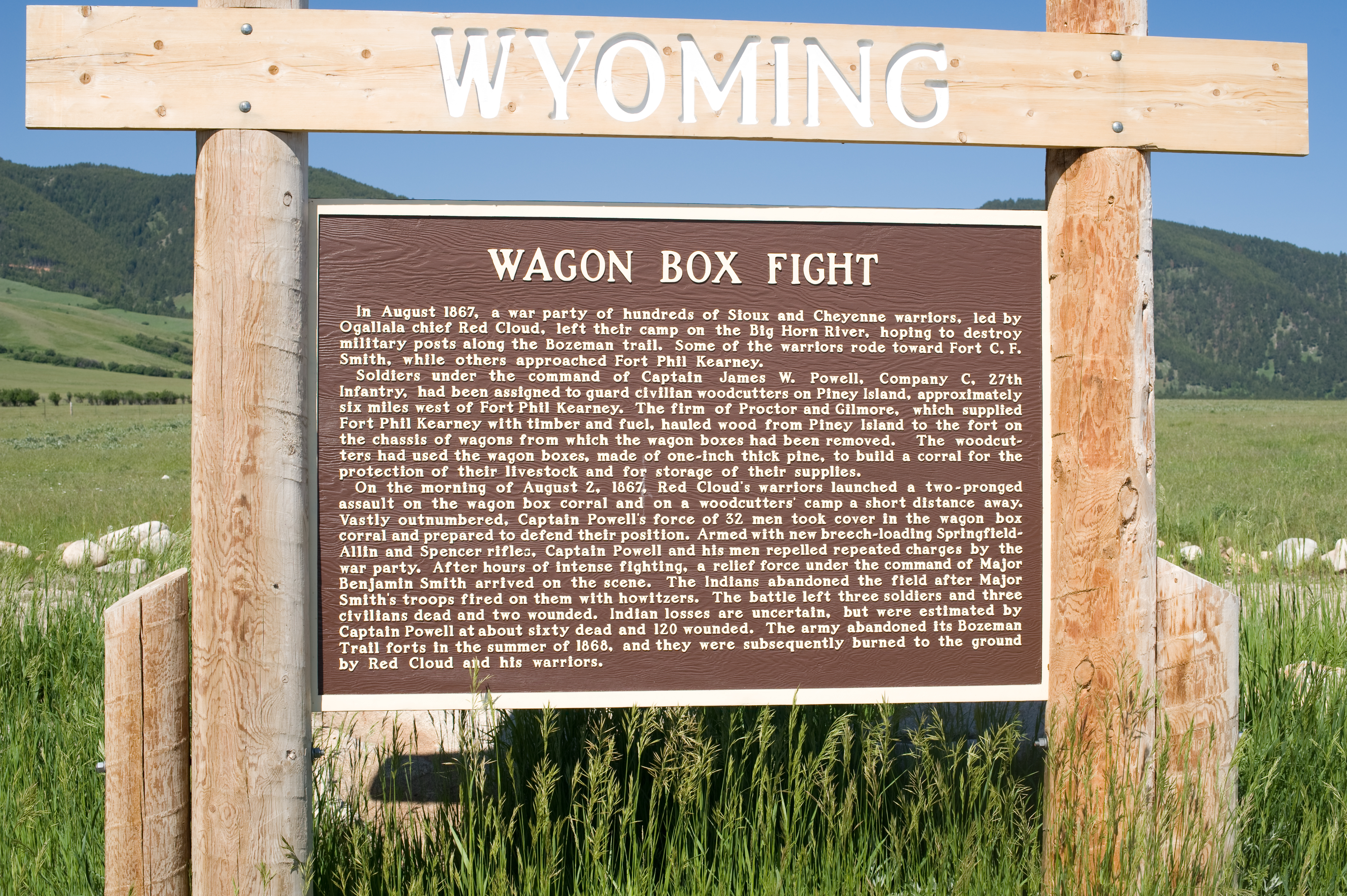
La grande targa su cui è riportata, in sintesi, la storia della battaglia.

All'inizio del 1867, ritenendo di non poterne più garantire la sicurezza, il governo degli Stati Uniti aveva chiuso il Bozeman Trail al traffico civile, consentendo il transito solo ai fornitori di approvvigionamenti militari. Nell'agosto del 1868, come premessa al trattato di Fort Laramie che era in discussione con le delegazioni delle varie tribù, l'esercito abbandonò i forti Phil Kearny e C.F. Smith che vennero subito dopo bruciati dagli indiani. In tal modo essi vollero cancellare gli ultimi segni della presenza dei soldati nei loro sacri territori di caccia. Con la 'guerra di Nuvola Rossa' le nazioni Lakota, Cheyenne e Arapaho avevano fermato con successo la penetrazione dei bianchi nella loro terra.
Nel 1960 l'area di Fort Phil Kearny e gli attigui campi di battaglia di Fetterman e dei cassoni dei carri sono stati designati 'Sito storico di Fort Phil Kearny' (Fort Phil Kearny State Historic Site) ed inclusi dal 1991 nel Registro nazionale dei luoghi storici (NRHP). Il sito della battaglia dei cassoni dei carri è contrassegnato da una grande targa che riporta i dettagli del combattimento e da un monumento commemorativo in pietra che di quello storico evento ha il compito di perpetuare la memoria.